# メビウスギア
『メビウスギア』は、原作：井上敏樹、作画：六道神士による日本の漫画。『ウルトラジャンプ』（集英社）にて連載された。

## あらすじ
遥か昔、人類によって生み出された機械生命体・マシーネは、契約者に繁栄をもたらす代償として生涯他人を愛することを禁じ、恋人を殺してしまうという特性を持っていた。ある日、マシーネを操ってマシーネを狩る呀裏一族の長である少女と、マシーネとある因縁を持つ少年が出会うのだが…。

## 登場人物

### 主要人物
離静馬（はなれ しずま）
かつて恋人をマシーネに殺され、それを探している少年。
柊真里亜（ひいらぎ まりあ）
呀裏一族の長である少女。努愚羅というマシーネを操る。
霞屋霧香（かすみや きりか）
マシーネ退治で賞金稼ぎをしている女性。砕というマシーネを操る。

## 書誌情報
いずれも集英社より、初版発行日時。
- 第1巻 ISBN 978-4088774541 2008年5月19日
- 第2巻 ISBN 978-4088775586 2009年1月19日
- 第3巻 ISBN 978-4088776910 2009年7月17日
- 第4巻 ISBN 978-4088777825 2009年12月18日